# 平和・安全保障研究所
一般財団法人平和・安全保障研究所（へいわ・あんぜんほしょうけんきゅうじょ、英:RIPS）は、日本の平和と安全に関しての総合的なシンクタンクである。研究に基づいて政策提言を行い、安全保障についての知識を国民に普及し、これらの研究に関する国際的交流を進め、日本の独立と安全に寄与することを目的としている。
1978年、猪木正道によって設立された。

## 運営
- 会長：山本正已（富士通会長）
- 副会長：渡邉昭夫（東京大学名誉教授）
- 理事長：西原正（防衛大学校名誉教授）
- 常務理事：武田正德（事務局長）・山本吉宣（新潟県立大学政策研究センター教授）
- 理事：岩﨑俊雄（クレスコ会長）・及川耕造（発明推進協会副会長）・金田秀昭（岡崎研究所理事）・佐藤行雄（日本国際問題研究所副会長）・竹河内捷次（元 統合幕僚会議議長）・田中明彦（東京大学東洋文化研究所教授）・中西寛（京都大学大学院法学研究科教授）・林由紀夫（ダイキン工業東京支社長・常務執行役員特機事業担当）・広瀬崇子（専修大学法学部教授）・南砂（読売新聞東京本社執行役員・調査研究本部長）
- 監事：江口博保（客員研究員）・香川豊彦（日本製鋼所執行役員・特機本部長）
- 評議員長：伊藤源嗣（IHI相談役）
- 副評議員長：佐瀬昌盛（拓殖大学客員教授）
- 評議員：秋山昌廣（東京財団前理事長）・石橋海（日本電気宇宙・防衛営業本部長）・上田愛彦（ディフェンスリサーチセンター理事長）・折木良一（富士通常任顧問）・小林健児（東芝社会インフラシステム社電波システム事業部電波システム企画部長）・齋藤久（日立製作所ディフェンスシステム社経営企画本部広報渉外室長）・高木誠一郎（日本国際問題研究所研究顧問）・飛永佳成（川崎重工業航空宇宙システムカンパニー営業本部長）・野村修三（三菱重工業防衛・宇宙ドメイン企画管理部次長）・萩野貴之（三菱電機電子システム事業本部電子企画部長）・柳井俊二（中央大学教授・国際海洋法裁判所判事）・渡邊啓貴（東京外国語大学教授）
- 研究委員　青井千由紀（東京大学公共政策大学院教授）・秋山一郎（防衛技術協会客員研究員）・浅田正彦（京都大学大学院法学研究科教授）・浅野亮（同志社大学法学部教授）・伊豆見元（東京国際大学国際戦略研究所教授）・岩間陽子（政策研究大学院大学教授）・加藤朗（桜美林大学リベラルアーツ学群教授）・金子芳樹（獨協大学外国語学部教授）・菊池努（青山学院大学国際政治経済学部教授）・香田洋二（安全保障研究家・会社顧問）・古城佳子（東京大学大学院総合文化研究科教授）・小谷哲夫（日本国際問題研究所主任研究員）・鈴木一人（北海道大学法学部教授）・添谷芳秀（慶應義塾大学法学部教授）・田所昌幸（慶應義塾大学法学部教授）・田中明彦・土山實男（青山学院大学国際政治経済学部教授）・德地秀士（政策研究大学院大学政策研究院シニアフェロー）・中西輝政（京都大学名誉教授）・永岩俊道（双日総合研究所上席客員研究員・元航空自衛隊航空支援集団司令）・西原正・袴田茂樹（新潟県立大学政策研究センター教授）・畠山圭一（学習院女子大学教授）・広瀬崇子・松村昌廣（桃山学院大学法学部教授）・宮田律（現代イスラム研究センター理事長）・村井友秀（東京国際大学国際戦略研究所教授）・村田晃嗣（同志社大学法学部教授）・安富淳（主任研究員）・山口昇（国際大学教授・元内閣官房参与）

評議員及び理事会の管理下に、会長、副会長、理事長、常務理事、理事、研究委員及び研究員を含む職員数名により、研究所の調査・研究・運営が行われている。調査研究は、研究委員が中心となり、プロジェクトごとに随時専門家の参加を得て進められる。財政的には、経済界などからの寄付、法人及び個人の会費、外国の財団からの助成金などによって運営されている。

## 業務内容

### 調査研究
外務省や防衛省からの委託研究が行われている。

### 安全保障研究奨学プログラム（日米パートナーシッププログラム）
国際安全保障、軍備管理、戦略論などの分野における将来のオピニオンリーダーを養成するため、1984年から各期若手学者7名について1期2年間の研究奨学計画を行っている。（2010年からは同プログラムを発展・継承させ、日米関係に焦点を絞った「日米パートナーシップ・プログラム」を実施。）
過去の奨学生として、中西輝政、草野厚、添谷芳秀、古城佳子、中西寛、栗栖薫子、秋山信将、簑原俊洋、宮岡勲、宮田律、村田晃嗣、鈴木一人、土山實男、梅本哲也、細谷雄一らがおり、その数は100名を超える。

### 普及啓発
年報『アジアの安全保障』の出版や各種セミナーや研究会の開催、また「RIPS Policy Perspectives」や「政策提言」などの刊行を通して、幅広い普及、啓発活動を行っている。

### 外国の学者、研究者の受け入れ
安全保障問題を研究する外国の若手学者・研究員を受け入れている。

### 国際交流
海外の専門家を招いて行うセミナーや、海外の研究機関との共同研究（コロンビア大学太平洋地域研究所、中国の国際戦略学会や国際問題研究所、韓国の外交・安保研究所や北韓研究所、モンゴルの戦略研究所など）を行っている。

## ランキング
全世界6,300以上のシンクタンクを調査対象としたペンシルベニア大学の「シンクタンク・市民社会計画（TTCSP）」による「世界のシンクタンク調査」では、2012年の調査で「中国・インド・日本・韓国のトップ45」のうち、第39位に選ばれている。